# Лір
Лір (нід. Lier) — місто й муніципалітет у бельгійській провінції Антверпен. Населення муніципалітету, що складається з міста та селища Конінґсгойкт - 32947 жителів, Загальна площа — 49,7 км².
Місто лежить біля злиття річок Велика Нете та Мала Нете. У Бельгії Лір має репутацію затишного невеликого міста. Прізвисько міста (на діалекті) Lierke Plezierke, що приблизно можна перекласти як «Приємний Лірчик».

## Транспорт
Хоча Лір стоїть на річці, нині кораблі не ходять через центр міста, тому, що навколо міста проритий окружний канал. Лір — залізничний вузол. Тут сходяться кілька залізничних гілок: на Антверпен, на Хасселт і Льєж, на Херенталс і Тюрнхаут, на Нерпелт і Мол. Зі близькими околицями місто пов'язує безліч автобусних ліній.
Завдяки зручному транспортному розташуванню Лір також є комерційним і торговим центром.

## Освіта
У місті багато середніх шкіл із поглибленим вивченням певних предметів, серед них є досить рідкісні напрямки, наприклад, школа, що поєднує загальну середню освіту та програму художньої школи.

## Пам'ятки
- Вежа Зіммера з астрономічним годинником
- Церква Св. Гуммара в стилі брабантської готики, будувалася протягом XIV, XV, XVI століть
- Ратуша (1740, рококо), прибудована до середньовічної готичної вежі міської ради
- Двір бегінок із церквою Св. Маргарити
- Міський музей (насамперед цікавий колекціями живопису та скульптури)